# موريس (كونيتيكت)
موريس (بالإنجليزية: Morris, Connecticut)‏ هي بلدة أمريكية تقع في الولايات المتحدة في كونيتيكت. يقدر عدد سكانها بـ 2,393 نسمة ومساحتها 48.4 كم2 وترتفع عن سطح البحر 303 متر.